# Клуц, Мирослав
Мирослав Клуц (чеш. Miroslav Kluc; 1 декабря 1922, Несухине — 4 декабря 2012, Прага) — чехословацкий хоккеист, нападающий. Четырёхкратный лучший снайпер чемпионата Чехословакии. Член зала славы чешского хоккея.

## Биография
Мирослав Клуц всю свою хоккейную карьеру провёл в командах «Хомутов» и «Литвинов», за которые играл на протяжении 10 и 5 лет соответственно. Он был очень результативным хоккеистом, забивая в чехословацких чемпионатах в среднем более гола за игру (222 гола в 220 матчах). 4 раза становился лучшим бомбардиром чемпионата Чехословакии. В составе сборной Чехословакии принимал участие в чемпионате мира 1953 и Олимпийских играх 1956 года.
После окончания карьеры хоккеиста стал тренером. С 1963 по 1975 год работал в Хомутове, Литвинове, швейцарской «Лозанне» и югославской «Олимпии».
15 декабря 2011 года был принят в Зал славы чешского хоккея.
Умер 4 декабря 2012 года.

## Достижения

### Командные
- Серебряный призёр чемпионатов Чехословакии 1956

- Бронзовый призёр чемпионата Чехословакии 1955

### Личные
- Лучший снайпер чемпионатов Чехословакии 1952 (26 шайб), 1953 (32), 1955 (25) и 1956 (26)

## Статистика
- Чемпионат Чехословакии — 220 игр, 222 шайбы
- Сборная Чехословакии — 14 игр, 8 шайб
- Всего за карьеру — 234 игры, 230 шайб